# Le Plessis-l’Évêque
Le Plessis-l’Évêque ist französische eine Gemeinde im Département Seine-et-Marne in der Region Île-de-France. Sie gehört zum Kanton Claye-Souilly im Arrondissement Meaux. Die Bewohner nennen sich Plessis-Episcopiens.

## Geographie
Sie grenzt im Norden an Cuisy, im Nordosten an Saint-Soupplets, im Osten an Monthyon, im Südosten an Chauconin-Neufmontiers, im Süden an Iverny und im Westen an Le Plessis-aux-Bois.

## Bevölkerungsentwicklung
| Jahr      | 1962 | 1968 | 1975 | 1982 | 1990 | 1999 | 2005 | 2014 | 2021 |
| --------- | ---- | ---- | ---- | ---- | ---- | ---- | ---- | ---- | ---- |
| Einwohner | 95   | 97   | 129  | 159  | 219  | 234  | 242  | 279  | 292  |

## Sehenswürdigkeiten
Siehe: Liste der Monuments historiques in Le Plessis-l’Évêque